# Patricia Neal

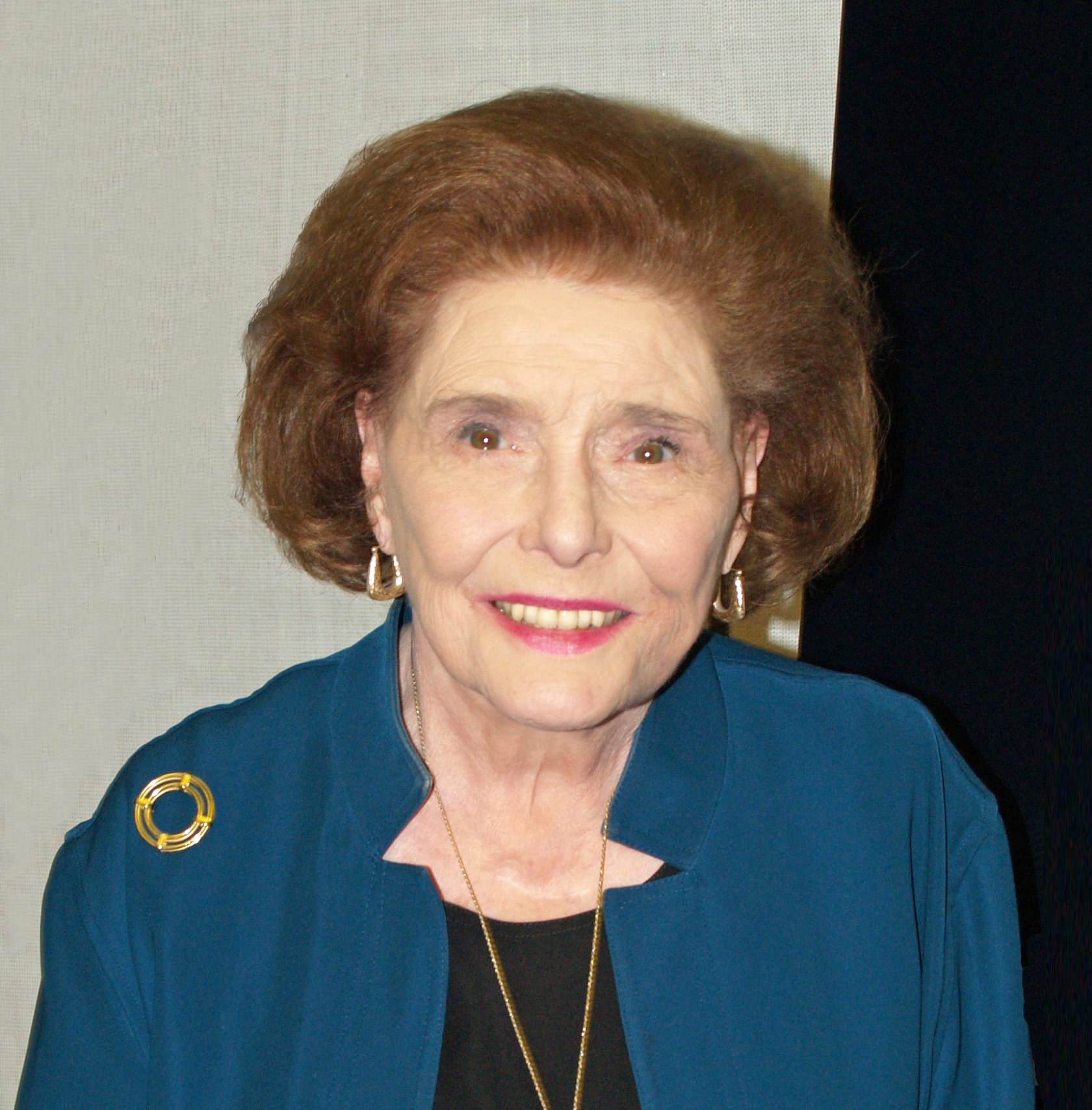
Patricia Neal

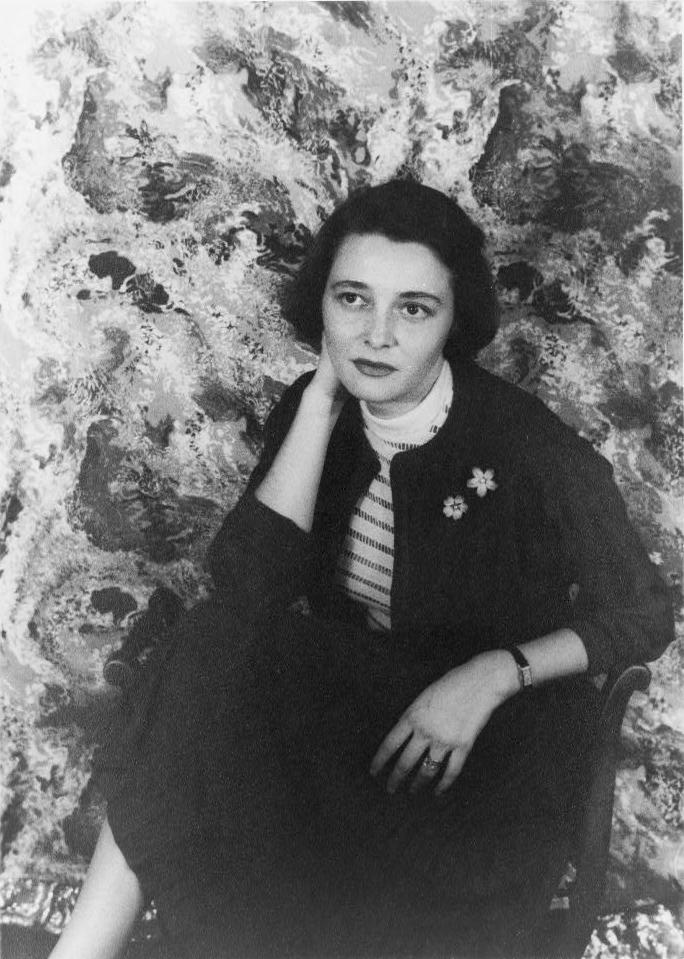
Patricia Neal

Patricia Neal (n. 20 ianuarie 1926, Packard⁠(d), Kentucky, SUA – d. 8 august 2010, Edgartown⁠(d), Massachusetts, SUA) a fost o actriță americană de teatru și film laureată a premiului Oscar.

## Filmografie

### Film
| An   | Film                            | Rol                               | Note |
| ---- | ------------------------------- | --------------------------------- | --- |
| 1949 | John Loves Mary                 | Mary McKinley                     | |
| 1949 | The Fountainhead                | Dominique Francon                 | |
| 1949 | It's a Great Feeling            | Herself                           | cameo |
| 1949 | The Hasty Heart                 | Sister Parker                     | |
| 1950 | Bright Leaf                     | Margaret Jane Singleton           | |
| 1950 | The Breaking Point              | Leona Charles                     | |
| 1950 | Three Secrets                   | Phyllis Horn                      | |
| 1951 | Operation Pacific               | Lt. (j.g.) Mary Stuart            | |
| 1951 | Raton Pass                      | Ann Challon                       | |
| 1951 | The Day the Earth Stood Still   | Helen Benson                      | |
| 1951 | Weekend With Father             | Jean Bowen                        | |
| 1952 | Diplomatic Courier              | Joan Ross                         | |
| 1952 | Washington Story                | Alice Kingsley                    | |
| 1952 | Something for the Birds         | Anne Richards                     | |
| 1954 | Stranger from Venus             | Susan North                       | |
| 1954 | La tua donna                    | Countess Germana De Torri         | |
| 1957 | A Face in the Crowd             | Marcia Jeffries                   | |
| 1961 | Breakfast at Tiffany's          | Mrs. Emily Eustace '2E' Failenson | |
| 1963 | Hud                             | Alma Brown                        | Academy Award for Best Actress BAFTA Award for Best Actress in a Leading Role Laurel Award for Top Female Dramatic Performance National Board of Review Award for Best Actress New York Film Critics Circle Award for Best Actress Nominated—Golden Globe Award for Best Supporting Actress – Motion Picture |
| 1964 | Psyche 59                       | Alison Crawford                   | |
| 1965 | In Harm's Way                   | Lt. Maggie Haynes                 | BAFTA Award for Best Actress in a Leading Role |
| 1968 | The Subject Was Roses           | Nettie Cleary                     | Nominated—Academy Award for Best Actress Nominated—Laurel Award for Top Female Dramatic Performance |
| 1971 | The Night Digger                | Maura Prince                      | |
| 1973 | Baxter!                         | Dr. Roberta Clemm                 | |
| 1973 | Happy Mother's Day, Love George | Cara                              | also starring Tessa Dahl |
| 1975 | Hay que matar a B.              | Julia                             | |
| 1977 | Nido de Viudas                  | Lupe                              | US title: Widow's Nest |
| 1979 | The Passage                     | Mrs. Bergson                      | |
| 1979 | All Quiet on the Western Front  | Paul's Mother                     | |
| 1981 | Ghost Story                     | Stella Hawthorne                  | |
| 1989 | An Unremarkable Life            | Frances McEllany                  | |
| 1999 | Cookie's Fortune                | Jewel Mae 'Cookie' Orcutt         | Nominated—Las Vegas Film Critics Society Award for Best Supporting Actress |
| 2009 | Flying By                       | Margie                            | |